# Weiten
Weiten è un comune austriaco di 1 091 abitanti nel distretto di Melk, in Bassa Austria; ha lo status di comune mercato (Marktgemeinde). Nel 1969 ha inglobato i comuni soppressi di Filsendorf, Mollendorf e Seiterndorf.